# Metterswane
Metterswane was een kantoorgebouw, gesitueerd aan het stationsplein in de Nederlandse stad Nijmegen. Het gebouw stond direct tegenover het station. 
Het was een brutalistische kolos met oranje-bruin spiegelende ramen en een blikvanger voor wie per trein arriveerde in het centrum. De opdrachtgever was het Philips Pensioenfonds en de oplevering vond plaats in 1975. In totaal was er bij aanvang 850 m² aan winkelruimte en 8.250 m² kantoorruimte beschikbaar.
Vanaf 1977 was de gemeente gevestigd in Metterswane, onder andere met de afdelingen Economische Zaken en Huisvesting. De laatste jaren fungeerde het als bedrijfsverzamelgebouw, het werd nog slechts deels gebruikt. Onder meer startende ondernemers huurden er relatief goedkope kantoorruimte. In 2019 werd de sloop van Metterswane door Adex uitgevoerd, waarna het terrein ongeveer vijf jaar lang braak lag, totdat de bouw van het Nieuwe Metterswane aanving.
De naam van het gebouw is een verwijzing naar de sage van de Zwaanridder, die onder andere met Nijmegen in verband wordt gebracht.

## Galerij

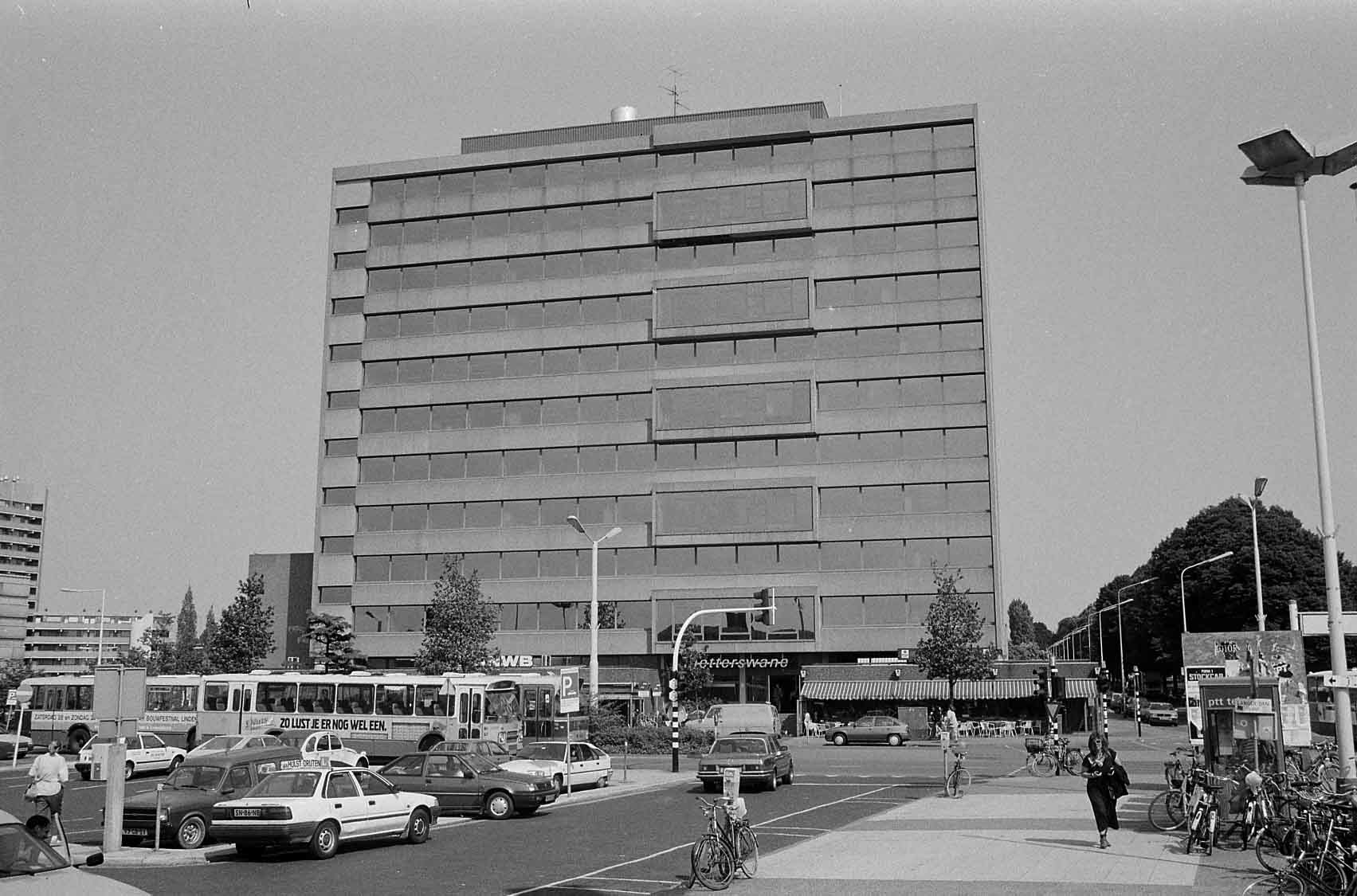
Het stationsplein en Metterswane in 1988
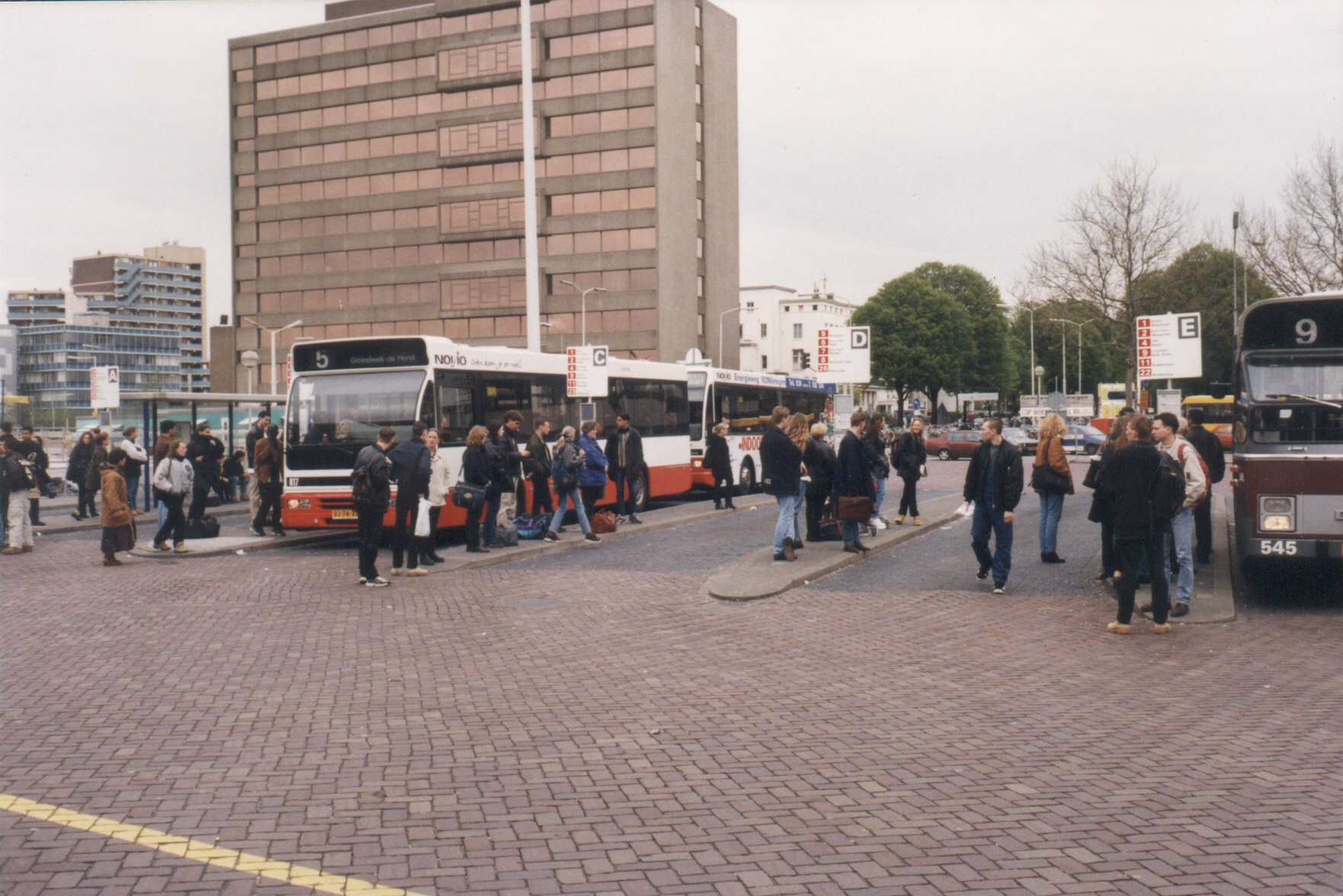
Het stationsplein en Metterswane in 1998
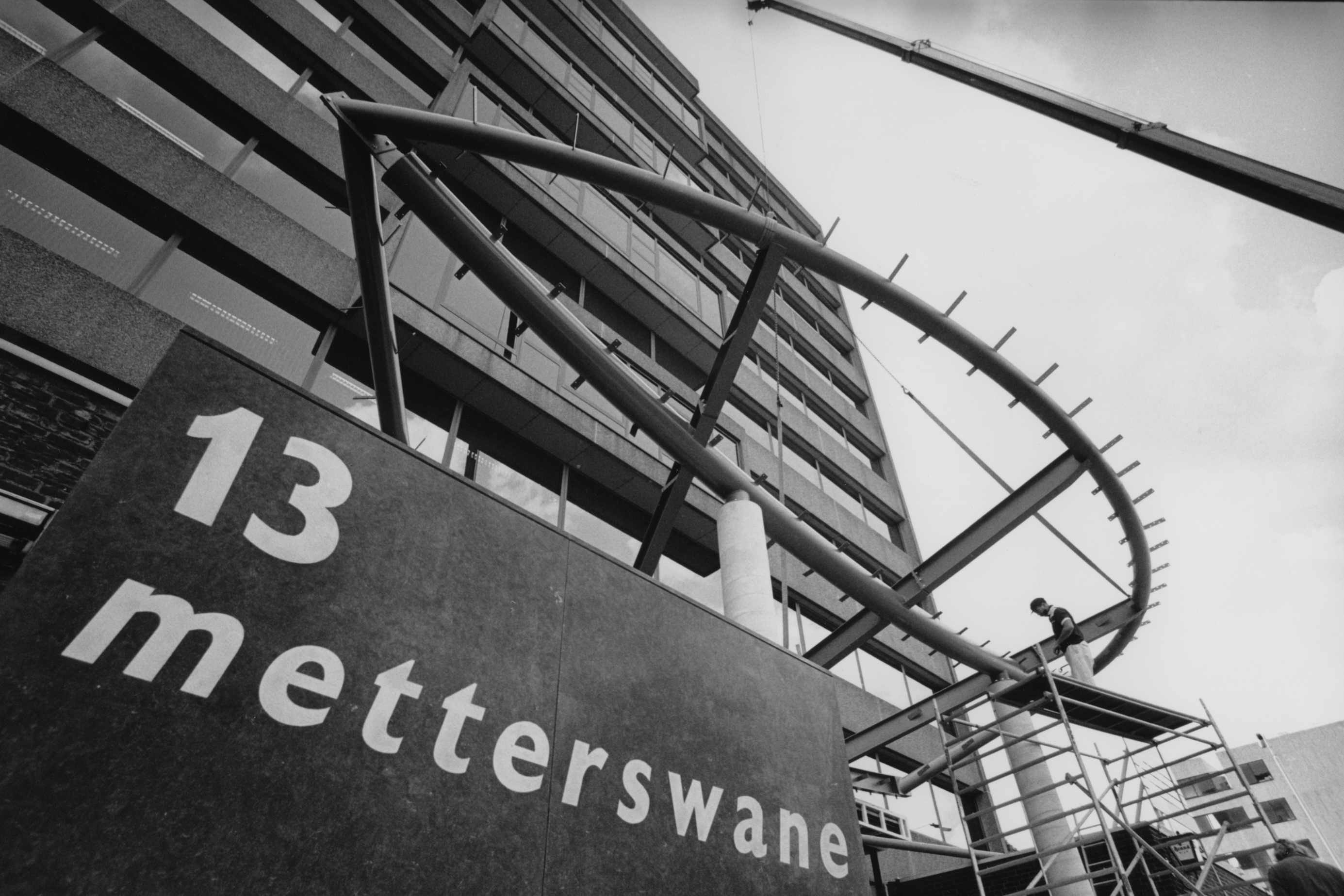
Bouw van de stalen overkapping boven de nieuwe toegang
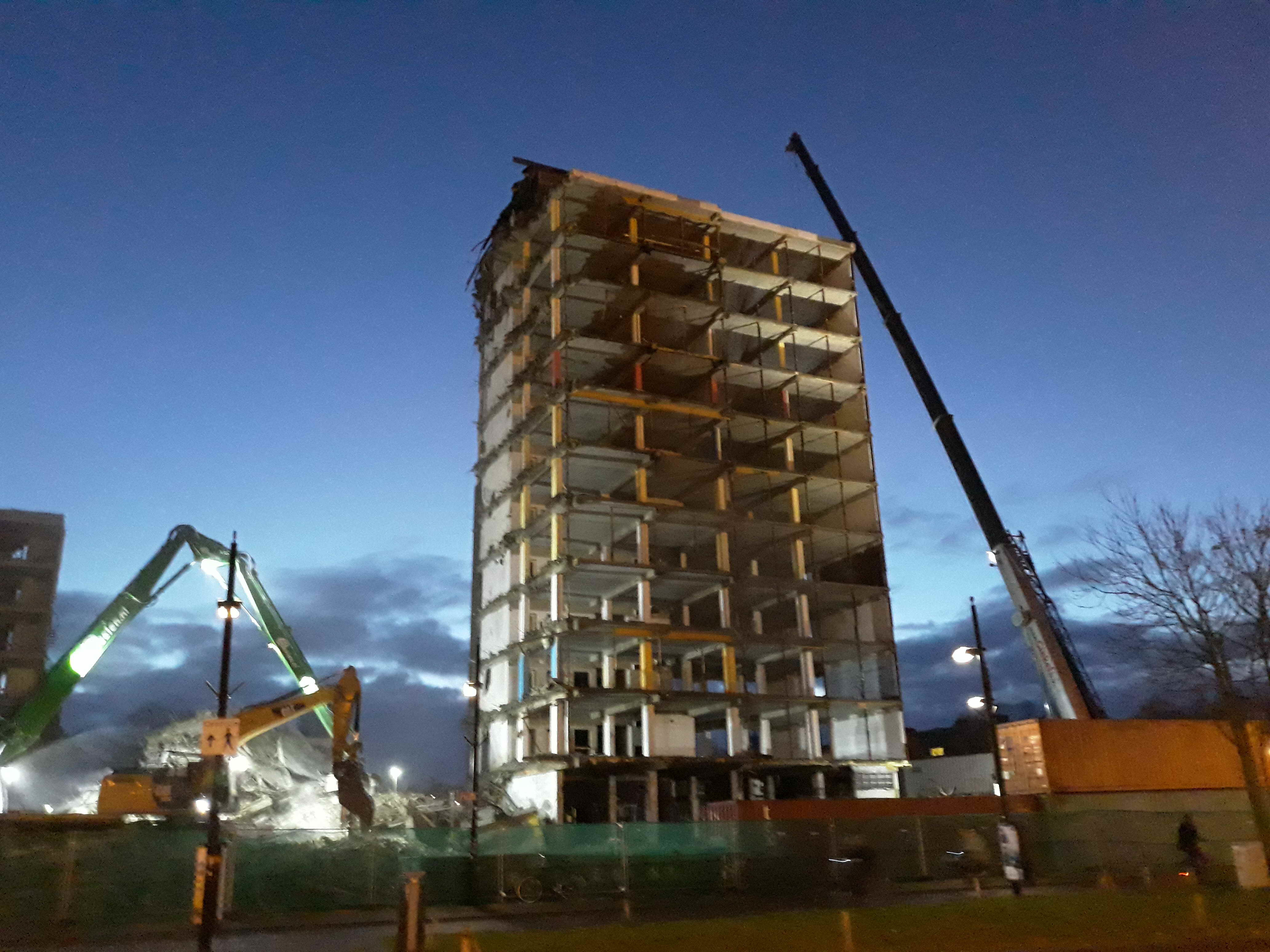
De sloop van het pand (2019)